# Воронята (Ивановская область)
Воронята — деревня в Пестяковском районе Ивановской области, входит в состав Пестяковского сельского поселения.

## География
Деревня расположена в 8 километрах на восток от Пестяков. 

## История
В конце XIX — начале XX века деревня входила в состав Нижнеландеховской волости Гороховецкого уезда Владимирской губернии, с 1925 года — в составе Пестяковской волости Шуйского уезда Иваново-Вознесенской губернии. В 1859 году в деревне числилось 9 дворов, в 1905 году — 9 дворов.
С 1929 года деревня входила в состав Филятского сельсовета Ландеховского района, с 1931 года — в составе Пестяковского района, с 2005 года — в составе Пестяковского сельского поселения.

## Население
| 1859 | 1905 | 2010 |
| ---- | ---- | ---- |
| 47   | ↘46  | ↘3   |

## Достопримечательности
В 0,5 км на север от деревни располагается действующая каменная Церковь Троицы Живоначальной, построенная в начале XX веке. 